# NRW.Energy4Climate
Die NRW.Energy4Climate GmbH (Kurzform: E4C) ist eine privatrechtliche Gesellschaft des Landes Nordrhein-Westfalen, welche nach einer Wirtschaftlichkeitsuntersuchung in der heute bestehenden Form entwickelt wurde. Die Eintragung im Handelsregister des Amtsgerichts Düsseldorf erfolgte mit Datum vom 25. Mai 2021 unter Nr. HRB 93641.
Arbeitsziel ist die operative Unterstützung der Landesregierung zur Erreichung der Klimaschutzziele in den dafür relevanten Bereichen sowie Unterstützung bei der Förderung des Ausbaus erneuerbarer Energien und der Energiewende.
Alleiniger Gesellschafter über die Nennbeträge in Höhe von 25.000 Euro (Stand: November 2022) ist das Land NRW.

## Geschichte
Inhaltlicher Vorläufer war die Energieagentur.NRW GmbH, welche von 1990 bis zum Jahr 2021 im Auftrag des Landes zu allen Fragen aus dem Themenkreis Energieeffizienz, erneuerbare Energie und Klimaschutz tätig war. Zuletzt zuständig war das damalige Ministerium für Wirtschaft, Innovation, Digitalisierung und Energie des Landes Nordrhein-Westfalen mit dem Minister Andreas Pinkwart (FDP), welcher die Auflösung veranlasste. Dieser Schritt wurde kritisiert, der Landesverband des BUND richtete sich mit einem offenen Brief an den Minister und 15.000 Unterschriften wurden gegen die Zerschlagung gesammelt.
Die Eingliederung einer Energieagentur in die Landesverwaltung wurde im Rahmen einer Wirtschaftlichkeitsuntersuchung überprüft und verworfen.
Die E4C wurde u. a. mit dem Ziel gegründet, als landeseigene Gesellschaft unabhängig von Ausschreibungen und Projektfördermitteln die Landesregierung NRW flexibel beraten zu können. Die bereits am 27. Juni 2013 in Gelsenkirchen gegründete Expo Fortschrittsmotor Klimaschutz GmbH (HRB 12177; ab 2019: IN4climate.NRW GmbH) wurde in die E4C umfirmiert. Der Begriff IN4climate.NRW blieb in Form einer internen Initiative (Denkfabrik für klimaneutrale Industrie) in der Gesellschaft E4C erhalten. Daran angelehnt wurde das wissenschaftlich begleitende Kompetenzzentrum SCI4Climate ins Leben gerufen (u. a. mit RWTH Aachen und Fraunhofer UMSICHT).
Am 21. Juni 2022 wurde mit 36 Referierenden und rund 550 Teilnehmenden der erste Zukunftskongress durch die E4C durchgeführt.

## Organisationsstruktur
Die E4C gliedert sich in folgende Fachbereiche:
- Energiewirtschaft u. a. mit den Themen Erneuerbare Energien, Netze und Flexibilisierung der Nachfrage
- Industrie & Produktion u. a. mit den Themen Rohstoffwirtschaft, CO2-Management und Wasserstoff
- Wärme & Gebäude u. a. mit den Themen Ökobilanzierung, Serielle Sanierung und Sanierungssprint
- Mobilität u. a. mit den Themen Alternative Antriebe, Ladeinfrastruktur und Kommunenberatung

## Standorte
Neben dem Hauptsitz in Düsseldorf gibt es eine Zweigniederlassung in Gelsenkirchen. Regionalbüros gibt es in: Aachen, Arnsberg, Bielefeld, Köln, Krefeld, Münster und Wuppertal.